# Canal de Beauharnois
Pour les articles homonymes, voir Beauharnois.
Le canal de Beauharnois est un canal canadien situé dans le sud-ouest du Québec, précisément dans la région de la Montérégie. Il fait partie de la voie maritime du Saint-Laurent.

## Géographie
Situé dans la municipalité régionale de comté (MRC) de Beauharnois-Salaberry, précisément dans les villes de Salaberry-de-Valleyfield, Beauharnois, Saint-Louis-de-Gonzague, et Saint-Stanislas-de-Kostka, le canal relie le lac Saint-François à l'ouest (en amont) avec le lac Saint-Louis au nord-est (en aval), contournant une série de rapides sur le fleuve Saint-Laurent.

## Histoire

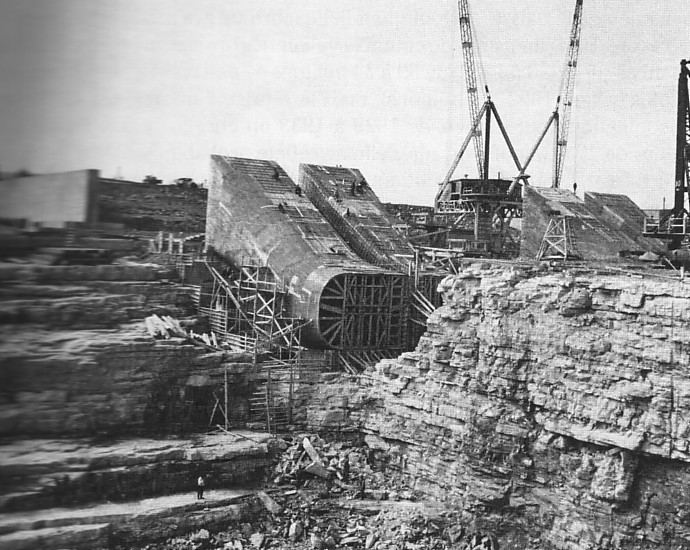
Construction du canal de Beauharnois en 1930.

D'une longueur de 15 nmi (18 km), le canal de Beauharnois d'origine est inauguré en 1843 et a été construit sur le côté sud du fleuve Saint-Laurent. Il remplaçait alors le canal Coteau-du-Lac.
L'ancien canal de Beauharnois, lui aussi devenu obsolète, est remplacé par le canal de Soulanges en 1899, qui courait du côté nord du fleuve Saint-Laurent.
Quant à lui, l'actuel canal de Beauharnois a été construit entre 1929 et 1932 sur le côté sud du fleuve Saint-Laurent, mesurant 24,5 km en longueur, avec une profondeur minimale de 8 m et une largeur de 182 m. Ce canal a été construit dans le cadre d'un développement hydroélectrique à Beauharnois qui a vu un barrage et centrale électrique construit pour profiter de la chute de 24 m entre le lac Saint-François et le lac Saint-Louis. Une partie de l'électricité est utilisée pour alimenter une grande fonderie d'aluminium à Beauharnois.
Dans les années 1950, le canal de Beauharnois s'est vu ajouter deux écluses dans le cadre du projet de la voie maritime du Saint-Laurent, qui a été inauguré en 1959. Ce dernier a à son tour remplacé le canal de Soulanges. Les écluses permettent aux navires jusqu'à 27 000 tonnes de voyager entre les deux lacs.

## Ponts
Les ponts et tunnel permettant le franchissement du canal sont les suivants (de l'amont vers l'aval) :
- Pont Larocque - relie Salaberry-de-Valleyfield et Saint-Stanislas-de-Kostka via les routes 132 et 201
- Pont Saint-Louis-de-Gonzague - relie Salaberry-de-Valleyfield et Saint-Louis-de-Gonzague
- Pont Madeleine-Parent - relie Beauharnois et Melocheville via l'autoroute 30
- Pied-du-Canal ou Penn Central Bridge - pont ferroviaire
- Tunnel de Melocheville - relie Melocheville et Beauharnois via la route 132 (cette traversée consiste en un tunnel sous les écluses du canal de Beauharnois ainsi qu'un pont suspendu au-dessus de la décharge de la centrale de Beauharnois)